# Lucio Mamilio Vitulo
Lucio Mamilio Vitulo (in latino Lucius Mamilius Vitulus) (fl. III secolo a.C.) è stato un politico e militare romano.

## Biografia
Fratello di Quinto Mamilio Vitulo, che sarà anch'egli console nel 262 a.C., fu eletto con Quinto Fabio Massimo Gurgite come collega nel 265, l'anno addietro allo scoppio della prima guerra punica.